# Bukiyō na Senpai.
Bukiyō na Senpai. (яп. 不器用な先輩。, Мій незграбний семпай) — манґа, написана та проілюстрована Макото Кудо. Спочатку вона почала публікуватися як вебкомікс в акаунті Кудо у Twitter у березні 2019 року. Пізніше серіалізація почалася в сейнен-журналі манґи Young Gangan, що належить видавництву Square Enix, у грудні 2019 року. Адаптація у вигляді аніме-серіалу, виробництвом якої займається студія Studio Elle, запланована на жовтень 2025 року.

## Characters
Азуса Каннава (яп. 鉄輪梓, Kannawa Azusa)
Сейю: Lynn
Ю Камеґава (яп. 亀川侑, Kamegawa Yū)
Сейю: Шого Саката
Міхо Хотта (яп. 堀田美緒, Hotta Miho)
Сейю: Амі Маешіма
Ріцу Канкайджі (яп. 観海寺律, Kankaiji Ritsu)
Сейю: Міцукі Сайґа

## Медіа

### Манґа
Манґа «Bukiyō na Senpai.» (Мій незграбний семпай), написана та проілюстрована Макото Кудо, спочатку публікувалася як вебкомікс в акаунті автора у Twitter, починаючи з 2 березня 2019 року. Пізніше, з 6 грудня 2019 року, вона почала серіалізацію в сейнен-журналі манґи Young Gangan від видавництва Square Enix. Станом на березень 2025 року її розділи зібрано в дев'ять томів танкобон. Англійською мовою серію видають Comikey та Square Enix через свій застосунок Manga UP! Global під назвою «My Awkward Senpai».
| No. | Дата виходу     | ISBN              |
| --- | --------------- | ----------------- |
| 1   | 25 березня 2020 | 978-4-7575-6543-2 |
| 2   | 24 жовтно 2020  | 978-4-7575-6914-0 |
| 3   | 25 травня 2021  | 978-4-7575-7270-6 |
| 4   | 25 грудня 2021  | 978-4-7575-7643-8 |
| 5   | 25 серпня 2022  | 978-4-7575-8088-6 |
| 6   | 25 березня 2023 | 978-4-7575-8483-9 |
| 7   | 25 жовтня 2023  | 978-4-7575-8869-1 |
| 8   | 23 серпня 2024  | 978-4-7575-9375-6 |
| 9   | 25 березня 2025 | 978-4-7575-9766-2 |

### Аніме
Про аніме-серіал було оголошено 16 грудня 2024 року. Виробництвом займається студія Studio Elle, режисером виступає Аюму Котаке, а за композицію серіалу відповідає Міо Іноуе. Кенро Токуда розробляє дизайн персонажів, а Кодзі Фудзімото — музику. Прем'єра запланована на жовтень 2025 року на телеканалах Tokyo MX та інших.
Опенінгом серіалу є пісня «Bukiyō na I love you» у виконанні гурту Angela.

### Інші
На честь виходу третього та четвертого томів манґи, у 2021 році серія співпрацювала з моделлю Нашіко Момоцукі, яка створила два косплеї, одягнувшись у головну героїню, Азусу Каннава.

## Сприйняття
Серія посіла п'яте місце в друкованій категорії на шостій церемонії Next Manga Awards.